# Avenula blaui
Avenula blaui là một loài thực vật có hoa trong họ Hòa thảo. Loài này được (Asch. & Janka) W. Sauer & H. Chmelitschek mô tả khoa học đầu tiên năm 1976.